# Ковровский автобус
Ковровский автобус — система автобусного пассажирского городского транспорта в городе Коврове.

## История
Первые автобусы в Коврове появились ещё до начала Великой Отечественной войны — в 1935 году, став подарком к 50-тысячной отметке населенности в городе. Георгию Семеновичу Шпагину — известному конструктору-оружейнику — удалось добиться выделения одного автобуса. Во втором квартале 1936 года получен второй автобус. Кроме типичных ЛиАЗ-677, на городских линиях работали вместительные одиночные и сочлененные Икарусы, а на пригород выходили машины Львовского завода и ПАЗики.
До пуска троллейбусов в Коврове существовало восемь самостоятельных автобусных маршрутов.
В феврале 2012 года маршрутная автобусная система города была полностью обновлена: исчезла старая нумерация (например, маршрут 4-6), появились новые маршруты, благодаря которым были охвачены новые улицы города, где прежде отсутствовал общественный транспорт.

## Междугородние маршруты
С Ковровского автовокзала регулярно отправляются автобусы в различные города Владимирской области и России. Из Коврова можно доехать до городов: Владимир, Камешково, Вязники, Гусь-Хрустальный, Иваново, Кострома, Москва, Муром, Нижний Новгород, Судогда, Суздаль, Чебоксары и другие.
Ковровский автовокзал находится в здании железнодорожного вокзала города Коврова (по адресу Октябрьская ул., д. 10)

### Список маршрутов
| №                      | Наименование маршрута | Перевозчик                                         |
| ---------------------- | --- | -------------------------------------------------- |
| Городские маршруты     | |                                                    |
| 1                      | Вокзал — ул. Строителей — Вокзал | ООО «ПАТП-сервис»                                  |
| 2                      | Текстильщик — ул. Строителей — Текстильщик                                                                                            | ООО «УТТ г. Коврова»                               |
| 3                      | Сомовская дача — ул. Волго-Донская — Сомовская дача                                                                                   | ИП Глущенко Сергей Олегович                        |
| 4                      | ул. Волго-Донская — ул. Моховая — ул. Волго-Донская                                                                                   | ИП Глущенко Сергей Олегович                        |
| 5                      | ул. Волго-Донская — ул. Кирова — ул. Еловая — ул. Моховая — ул. Зои Космодемьянской — ул. Строителей — ул. Кирова — ул. Волго-Донская | ООО «ПАТП-сервис»                                  |
| 6                      | Вокзал – ул. Маяковского – ул. Муромская – Вокзал                                                                                     | ООО «ПАТП-сервис»                                  |
| 7                      | ул. Долинная – ул. Волго-Донская – ул. Долинная                                                                                       | ИП Глущенко Сергей Олегович                        |
| 9                      | Вокзал - мкр. "Заря" - Вокзал | ИП Глущенко Сергей Олегович                        |
| 9с                     | Заречная слободка — мкр. «Заря» — Заречная слободка                                                                                   | ИП Новиков Алексей Олегович                        |
| 10                     | мкр. им. Чкалова — дер. Погост | ИП Глущенко Сергей Олегович                        |
| 10с                    | Вокзал — мкр. им. Чкалова — Вокзал | ООО «ПАТП-сервис»                                  |
| 11                     | Сомовская дача – ул. Космонавтов – Сомовская дача                                                                                     | ИП Глущенко Сергей Олегович                        |
| 12                     | ул. Волго-Донская – ул. Муромская – ул. Волго-Донская                                                                                 | ООО «УТТ г. Коврова» / ИП Глущенко Сергей Олегович |
| 13                     | ТЦ "Городок" - ул. Муромская - ТЦ "Городок"                                                                                           | ИП Глущенко Сергей Олегович                        |
| 14                     | Военный городок – ул. Еловая – ул. Комсомольская – ул. Строителей – Военный городок                                                   | ИП Глущенко Сергей Олегович                        |
| 15                     | Сомовская дача - ТЦ "Городок" - Сомовская дача                                                                                        | ООО «УТТ г. Коврова»                               |
| 16                     | ул. Муромская – ул. Машиностроителей – ул. Муромская                                                                                  | ООО «ПАТП-сервис»                                  |
| 17                     | Мкр. «Заречная слободка» -ул. Муромская - Мкр. «Заречная слободка»                                                                    | ООО «УТТ г. Коврова»                               |
| 18                     | Вокзал – Троицко-Никольское кладбище – Вокзал                                                                                         | ООО «ПАТП-сервис»                                  |
| Пригородные маршруты   | |                                                    |
| 101/102                | Ковров — Красный Маяк / Ковров — Красный Маяк (через Эсино, Красный Октябрь)                                                          |                                                    |
| 103                    | Ковров — Красный Октябрь — Иваново |                                                    |
| 104                    | Ковров — Уваровка (отдельные рейсы следуют с заездом в Восход)                                                                        |                                                    |
| 105                    | Ковров — Болотский |                                                    |
| 106                    | Ковров — Крутово (отдельные рейсы следуют с заездом в Доброград)                                                                      |                                                    |
| 109                    | Ковров — Первомайский |                                                    |
| 110                    | Ковров — Суханиха (отдельные рейсы следуют с заездом в Новый)                                                                         |                                                    |
| 111                    | Ковров — Новый |                                                    |
| 112                    | Ковров — Малыгино (отдельные рейсы следуют с заездом в Сергейцево)                                                                    |                                                    |
| 113/114                | Ковров — Ильино |                                                    |
| 115                    | Ковров — Большаково |                                                    |
| 117                    | Ковров — Пакино |                                                    |
| 118                    | Ковров — Осипово |                                                    |
| 118А                   | Ковров — Осипово |                                                    |
| 119                    | Ковров — Филино |                                                    |
| 120                    | Ковров — Репники |                                                    |
| 121                    | Ковров — Санниково |                                                    |
| 122                    | Ковров — Пантелеево |                                                    |
| 123                    | Ковров — Иваново |                                                    |
| 124                    | Ковров — Осипово — Репники |                                                    |
| 126                    | Ковров — Б.Всегодичи |                                                    |
| 127                    | Ковров — Крестниково |                                                    |
| 128                    | Ковров — Доброград |                                                    |
| 130                    | Ковров — Новый — Первомайский |                                                    |
| 153                    | Ковров — Брызгалово |                                                    |
| 155                    | Ковров — Камешково |                                                    |
| 175                    | Ковров — Приволье |                                                    |
| 176                    | Ковров — Поселок имени Горького |                                                    |
| Междугородние маршруты | |                                                    |
| 505                    | Ковров — Владимир |                                                    |
| 526                    | Ковров — Суздаль |                                                    |
| 528                    | Ковров — Муром |                                                    |
| 549                    | Ковров — Иваново |                                                    |
| 585                    | Ковров — Красная Горбатка |                                                    |
| 650                    | Чебоксары — Ковров — Иваново |                                                    |
| 906                    | Ковров — Москва |                                                    |
| 5414                   | Ковров — Ярославль |                                                    |
| 6640                   | Ковров — Иваново |                                                    |